# 大原麗子
大原麗子（1946年11月13日—2009年8月3日），出身於東京都文京區，是一位日本女性演員。北豐島高等學校畢業。血液型為AB型。

## 生平
大原於1964年演出NHK電視劇《幸福試驗》出道，之後她繼續拍攝了多部連續電視劇及時代劇，尤其是《狮子的时代》《山河燃燒》《龍馬來了》和《德川慶喜》等等，並在1989年大河劇《春日局》中，擔綱飾演第一女主角春日局。
大原丽子的家庭状况悲观，她的父亲极力反对女儿加入演艺圈，曾气到打歪她的鼻子，导致大原丽子后来拍照都习惯侧脸入镜。
曾兩度結婚，對象分別為演員渡瀨恆彥與演歌歌手森進一，兩段婚姻最終均以离婚收場。第二段婚姻因大原丽子害怕失去演艺事业，怀孕后选择去做人工流产，导致4年婚姻破裂。
她於1999年曾被診斷出罹患格林-巴利综合症，去年秋天她因病在自家倉庫跌倒，右手斷骨，且走路时都会剧烈疼痛。原本她想重返演藝界，但是身體因病日益衰弱，但依然期望演出。2004年开始淡出演艺圈专心养病，她和初出道的经纪人佐藤嘉余子交情十分好，两人还住在一个屋檐下一段时间。后来因为两人习惯不合，合住五个月后就搬出去，大原的身体也每况愈下。佐藤嘉余子表示，大原在养病时已心灰意冷，曾说希望独自一人默默离去。
大原於2009年8月6日，被發現陳屍於在東京都世田谷區的住所中，發現時被误認為已死亡兩週。大原的胞弟向警方報案表示，兩週前就聯絡不上她。經過行政解剖的結果後，確定她是在8月3日時因心律不整導致內出血，死因是脑溢血，享年62歲。

## 婚姻
1973年（昭和48年）9月，与男演员渡濑恒彦结婚，5年后的1978年（昭和53年）2月13日离婚。1980年（昭和55年）6月，与歌手森进一再婚，1984年（昭和59年）离婚。

## 出演作品

### 劇場版動畫
1987年
- 紫式部 源氏物語（藤壺）